# Cathédrale de Pergola
La cathédrale de Pergola est une église catholique romaine de Pergola, en Italie. Il s'agit d'une cocathédrale du diocèse de Fano-Fossombrone-Cagli-Pergola.